# Julius Lederer
Pour les articles homonymes, voir Lederer.
Julius Lederer est un entomologiste autrichien, né le 24 juin 1821 à Vienne et mort le 30 avril 1870 dans cette même ville.
Entomologiste spécialisé dans les lépidoptères, il fait de nombreux voyages : en Andalousie en 1849, en Carinthie avec Johann von Hornig (1819-1886) en 1853, à Smyrne en 1864, en Magnésie en 1865, à Amasya en Turquie en 1866, à Mersin et dans les Monts Taurus en 1867, au Liban en 1868, dans les Balkans en 1870, mais il doit interrompre ce dernier voyage souffrant des poumons, il rentre alors à Vienne et meurt peu après.
Il étudie une riche faune étrangère grâce à ses contacts avec Albert Kindermann, le jeune (1810-1860) qui récolte des papillons en Algérie et en Sibérie et à Josef Haberhauer, le vieux (1828-1902) qui lui fait parvenir des spécimens du Caucase.
La collection de Lederer a été achetée après sa mort par Otto Staudinger (1830-1900).